# Svea
Svea (chiamata anche Sveagruva) era il terzo insediamento per numero di abitanti del territorio d'oltremare delle Svalbard dopo Longyearbyen e Barentsburg. Il nome Svea rinvia al nome Sverige (Svezia).
Aveva una popolazione di circa 220 abitanti, che lavoravano principalmente nelle miniere di carbone.
Era situata nella parte meridionale dell'isola di Spitsbergen dove fu fondata da svedesi nel 1910.
L'insediamento era sede di un aeroporto privato che assicurava circa 25 collegamenti settimanali col capoluogo Longyearbyen, utilizzati principalmente per il trasporto dei minatori.
L'insediamento venne rimosso dal Governo norvegese dopo la chiusura della miniera, in modo da ripristinare l'ambiente naturale presistente.